# Sri Lankaans honkbalteam

Vlag van Sri Lanka.

Het Sri Lankaans honkbalteam is het nationale honkbalteam van Sri Lanka. Het team vertegenwoordigt Sri Lanka tijdens internationale wedstrijden.
Het Sri Lankaans honkbalteam hoort bij de Aziatische Honkbalfederatie (BFA). 